# Knut Håkanson
Knut Algot Håkanson, född 4 november 1887 i Kinna, död 13 december 1929 i Göteborg, var en svensk tonsättare. 

## Liv
Knut Håkanson föddes i Sjuhäradsbygden. Hans fars farmor var dotter till den innovative Sven Erikson som en gång på 1830-talet hade startat Sveriges första mekaniska väveri i Rydboholm. Knut Håkansons far avled tidigt i en njursjukdom, ett öde som så småningom också skulle drabba sonen. Änkan flyttade till Stockholm tillsammans med sin son. År 1916 sökte sig Knut Håkanson tillbaka till Sjuhäradsbygden och bosatte sig i det anrika Rydboholm strax utanför Borås. Han var gift 1921–1927 med Omon Richter. De hade två barn. Efter skilsmässan gifte hustrun om sig med hans kollega Ture Rangström.

## Verksamhet
Knut Håkanson studerade i Uppsala och Dresden. En kort period var han verksam som fri tonsättare i Stockholm. I Borås var han bland annat dirigent vid Borås Orkesterförening. Han grundade även Borås Musikinstitut där han undervisade i musikteori. Han var också musikanmälare i Göteborgs Handels- och Sjöfartstidning. Vid sidan av en samtida svensk och ännu blomstrande nationalromantik inom körmusiken sökte sig Håkanson tillbaka till närmast för-klassicistiska mönster i Fyra madrigaler (1929). Där gav han några konstfärdigt robusta stycken ur 1600-talets svenska barocklyrik en effektivt arkaisk musikstil.

### Verk (urval)
- Stråkkvartett nr 1, a-moll (1917)
- Svensk svit i kontrapunktisk stil, op. 18, för stråkkvartett (1923)
- Variationer och final över ett tema av Lomjansguten, op. 30, för orkester
- Fyra madrigaler, op. 36 för blandad kör (1929) 
  - 1. Väll then som vidt af höga klippor (Martin Opitz)
  - 2. Våhr-Wijsa (Lars Wivallius)
  - 3. Wivallij dröm (Lars Wivallius)
  - 4. Lustwins Wijsa (Samuel Columbus)
- Tio variationer och fuga över en svensk folkvisa, op. 37, för piano
- Tre Karlfeldt-sånger, op. 39, för blandad kör.
- Tonsättningar av Songes

### Inspelningar
- Stjärngossar, en av Karlfeldt-sångerna, finns med på albumet Årstider (1998) av Uppsala-kören Allmänna Sången under ledning av Cecilia Rydinger Alin.
- Stråkkvartett nr 1 (a-moll, 1917), framförd av Stråkkvartetten EROK, med musiker från Göteborgsoperan, på CD:n Souvenirer från Västsverige (2006).[2]
- Fyra madrigaler, Radiokören under ledning av Per Borin, inspelat i Radiohuset den 24 april 1987.
- Lustwijns Wijsa, för kör, inspelad 1992-93 och framförd av Knut Sönstevold (fagott) tillsammans med Hägerstens motettkör under ledning av Ingemar Månsson, utgiven på Hägerstens motettkör: Lyriskt! (1995) [3]

### Josef Erikssons arkiv
I tonsättarkollegan Josef Erikssons arkiv i Uppsala universitetsbibliotek finns en bevarad korrespondens med Knut Håkanson åren 1913-1929. Där finns även ett manus författat av Josef Eriksson med titeln "Knut Håkanson", liksom sparade "pressuttalanden om komponisten Knut Håkanson" från 1925. Två tryck om Josef Eriksson författade av Knut Håkanson återfinns också i detta arkiv.

### Artiklar
- Josef Eriksson, en svensk sångkomponist - och hans utveckling [5]
- Svenska sångkompositörer [6]

### Fotnoter
1. ↑  Anders Edling i en genomgång av Uppsala akademiska kammarkörs a cappella-repertoar (1997) PDF[död länk] Chandos Records
2. ↑  Information om CD:n Souvenirer från Västsverige.
3. ↑  Information om Lustwijns Wijsa. Classical Archives
4. ↑  Tonsättarkollegan Josef Erikssons arkiv. PDF Arkiverad 22 november 2012 hämtat från the Wayback Machine. Uppsala universitetsbibliotek år 2010.
5. ↑  Musik-Tidskrift för Tonekunst (1920), särtryck i Josef Erikssons arkiv.
6. ↑  I tidskriften Ares (1922), också om Josef Eriksson.